# Cultura Calima

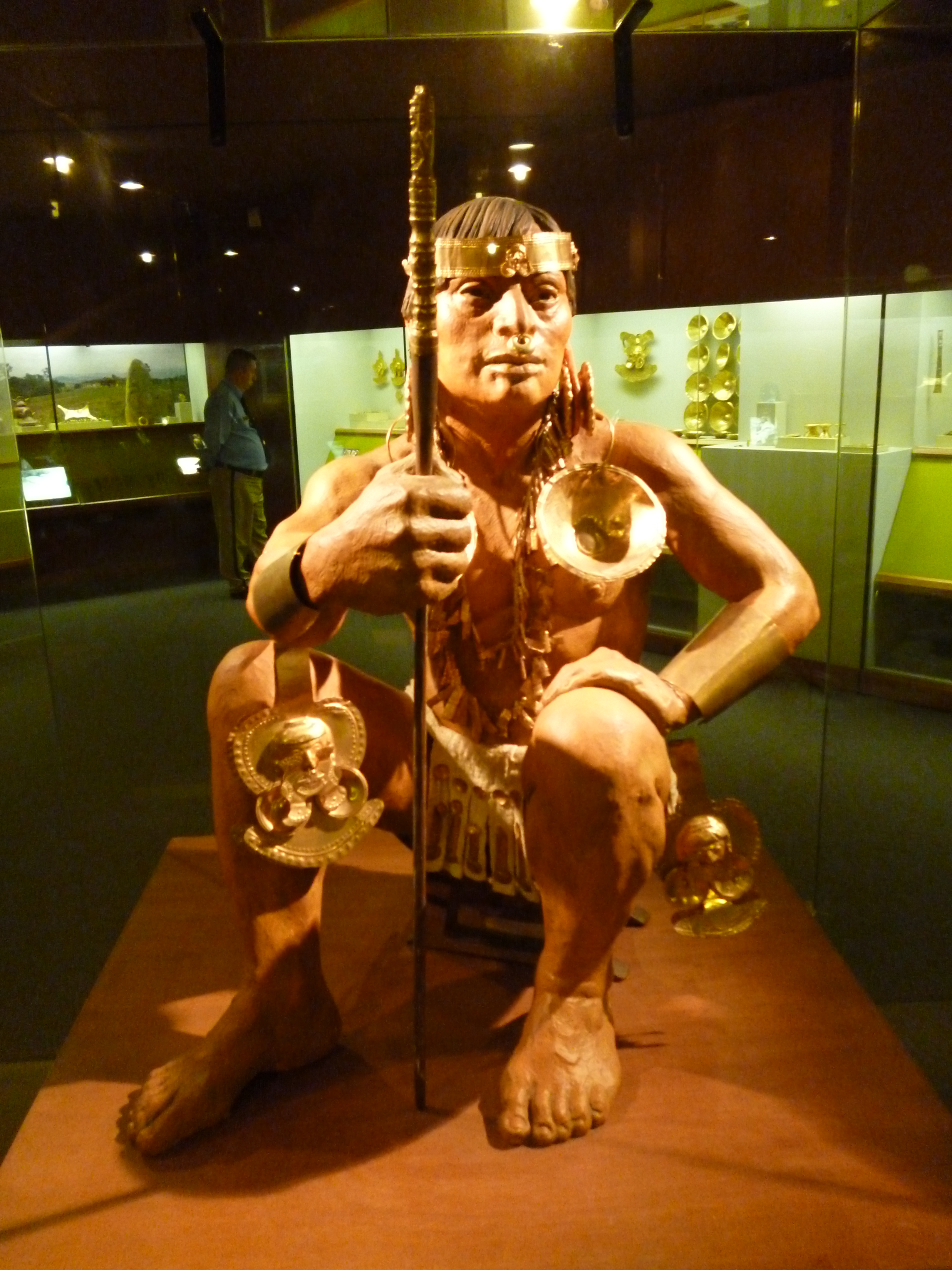
Indígena de la Cultura Calima amb el seu abillament d'or al Museo del Oro Calima, ubicat al centre històric de Cali.

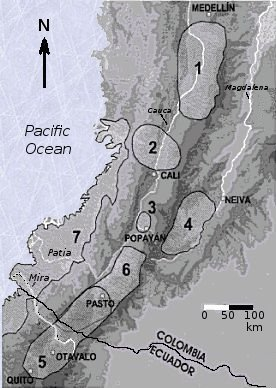
La cultura Calima es la número 2 de les Cultures precolombines del sud-occident colombiaà

La Cultura Calima és un grup de cultures de l'Amèrica precolombina que es trobaven a l'occident de Colòmbia, a l'actual departament del Vall del Cauca, a les valls dels rius San Juan, riu Dagua i riu Calima. Es van establir entre el 1600 a.c i el Segle sisè d.c. i no van cohabitar de manera simultània. És una regió caracteritzada per suaus pujols, abundant aigua i un clima temperat que abasta els municipis de: Restrepo, Calima-Darién i, de manera parcial a Yotoco i Vijes.
L'ús d'aquesta nomenclatura està en discussió, ja que la nova orientació de la recerca arqueològica a Colòmbia ha emfatitzat l'anàlisi des d'un punt de vista d'un procés regional que es va desenvolupar a la vall del riu Calima, per al qual es proposen tres fases o tres cultures: la Ilama, la Yotoco y la Sonso.
Com a resultat de les excavacions arqueològiques en aquesta regió s'ha observat terrasses, que van ser construïdes per als seus habitatges, pintures rupestres, tombes, ceràmiques i joies. El nom Calima, es refereix a la zona geogràfica on s'han trobat els vestigis arqueològics i no als aborígens que van habitar la regió.
El Museo del Oro Calima i el Museo Arqueológico Calima alberguen importants col·leccions d'aquestes cultures.

## Història i ubicació
La cultura Calima abasta diferents grups que vivien en aquesta regió durant diferents períodes, però a causa de les similituds en les restes arqueològiques i el fet que aquestes persones habitaven les mateixes zones, la regió es coneix com a Calima.
S'ubicaren a la Cordillera occidental dels Andes al Sud-occident Colombià (Vall del Cauca). A una altura de 1.500 m.s.n.m..
Es divideix en 2 grans períodes la història de la Cultura Calima:
- Els caçadors i recol·lectors: L'etapa inicial i més primitiva va durar prop de 6 mil anys.
- Cultures i societats: Ilama, Yotoco y Sonso.

Pertanyien al grup lingüístic Carib, vinculats amb els panche i els muzos.
Els termes yotoco i sonso ón termes indígenes que van sobreviure a l'època colonial. Ilama, era el nom d'un poble de territori sonso que en 1552 es trobava sota el comandament d'un cacic de nom “Bonba”, rei de la terra.
- Fase o cultura Ilama: 1600-200/100 aC.
- Fase o cultura Yotoco: 100 aC.-200 dC.
- Fase o cultura Sonso: 200 dC.
- A causa de la troballa en 1992 d'un Cementiri precolombí, algunes fonts inclouen a la Cultura Malagana:200 aC. a 200 dC.[7]

Ubicació de les fases o cultures Calima
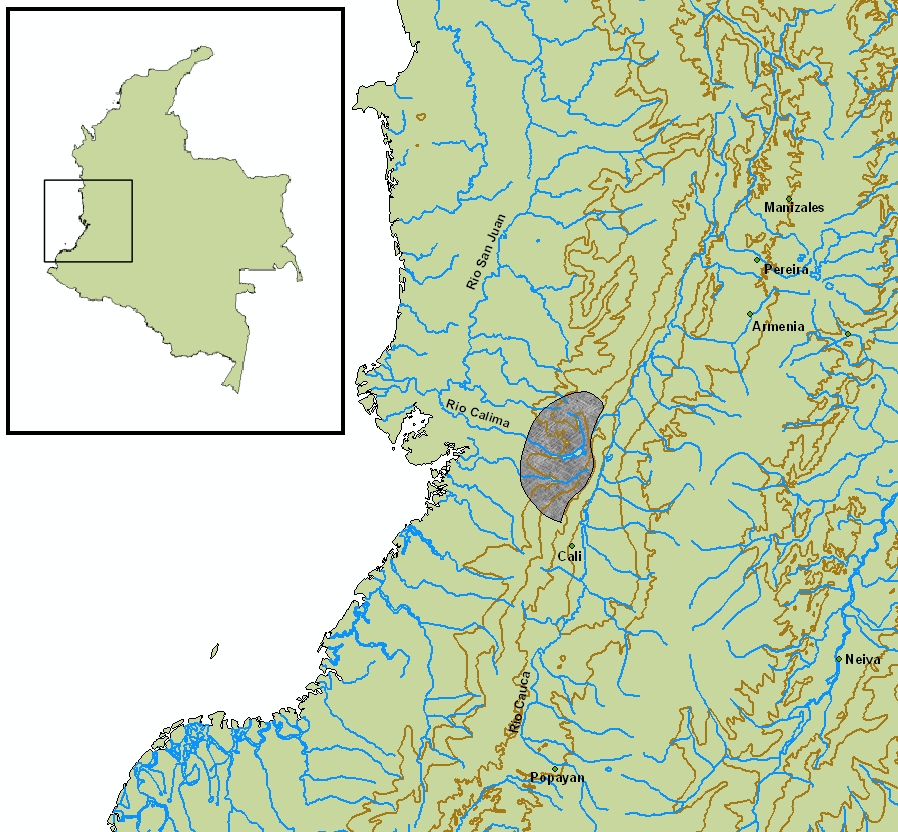
Cultura Ilama
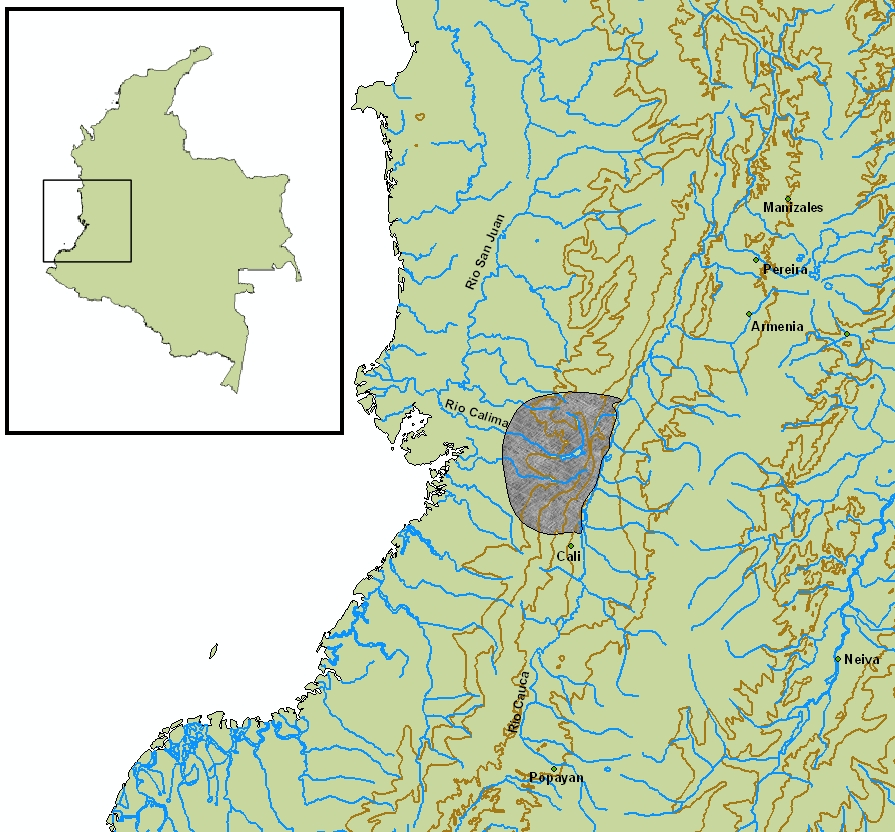
Cultura Yotoco
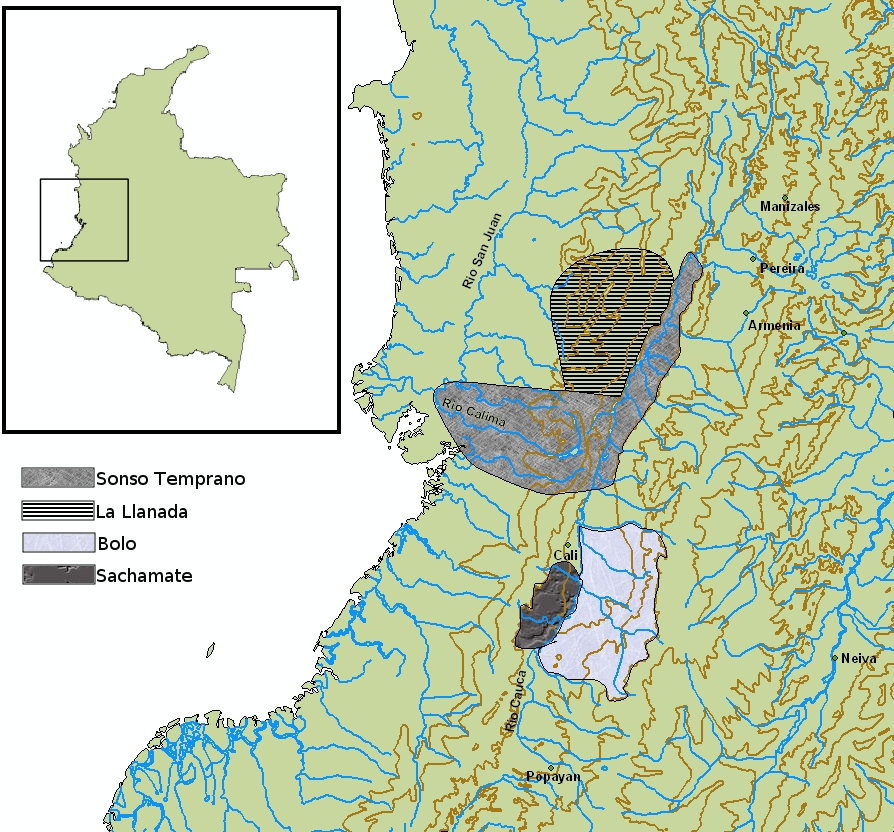
Cultura Sonso
Cultura Malagana

## Societat
Aquestes cultures es van dividir en cacicats, que són les tribus governades per un cacic i no hi havia un govern central.Existeixen jerarquies socials. Aquesta cultura practicava la poligàmia, que incloïa una esposa primària, i esposes secundàries. Les dones exerceixen un paper molt important en aquesta societat, ja que intervenien en les activitats agrícoles com la ramaderia. Van aprofitar els sòls d'origen volcànic i la irrigació de la Vall del Cauca, que tenia espessos boscos per a la cacera, conreaven blat de moro, fríjol comú, achiote, carabassa o auyama i pescaven.

## Mitologia
En la seva mitologia existien bèsties fabuloses. Es combinaven diversos animals en un solo ser. Pel que sembla el culte funerari va tenir gran importància per als diferents períodes de la cultura Calima.Els arqueòlegs han trobat gran quantitat de tombes, unes amb quantitats de peces d'or i altres on aquestes estaven absents. Altres éssers fabulosos combinen trets d'humà, felí, amfibi, ratapinyada i serp, tal vegada amb la intenció de fer pròpia la força, audàcia, feresa i agilitat d'aquests animals.

## Terrisseria

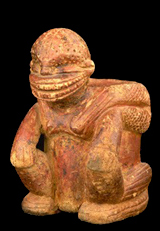
Terrissa Calima.

La terrisseria calima s'identifica per la seva decoració geomètrica.Predominen els atuells antropomorfs i zoomorfas en forma d'alcarraza. Algunes de les peces més representatives són els canasteros, que representen a personatges carregant cistells altres peces típiques són les maternitats, les figures femenines grosses i personatges d'ulls ametllats i llavis gruixuts.
En la ceràmica de la cultura ilama animals com la serp, el mussol o el gripau feien part del mitjà geogràfic, mentre que ocells com a coloms i picots o mamífers petits com l'armadillo, eren emprats com a part de la dieta alimentària.

## Orfebreria
A la vall del Calima també va haver-hi un notable desenvolupament de l'orfebreria, com ho mostren els nombrosos treballs en or i tumbaga que s'han trobat a la regió, els més notables corresponen a la fase Yotoco. Els Calima utilitzaven l'or especialment per als seus ritus funeraris, com una forma de connexió amb el més enllà.
Les narigueres eren utilitzades per a disfressar-se en les seves cerimònies per a honrar als seus déus. Moltes d'elles eren llaurades d'una forma que poguessin imitar a un felí o a un animal poderós. es màscares tenien diverses representacions com el jaguar i la ratapinyada, i altres representaven l'"ego animal". També usaven collarets.

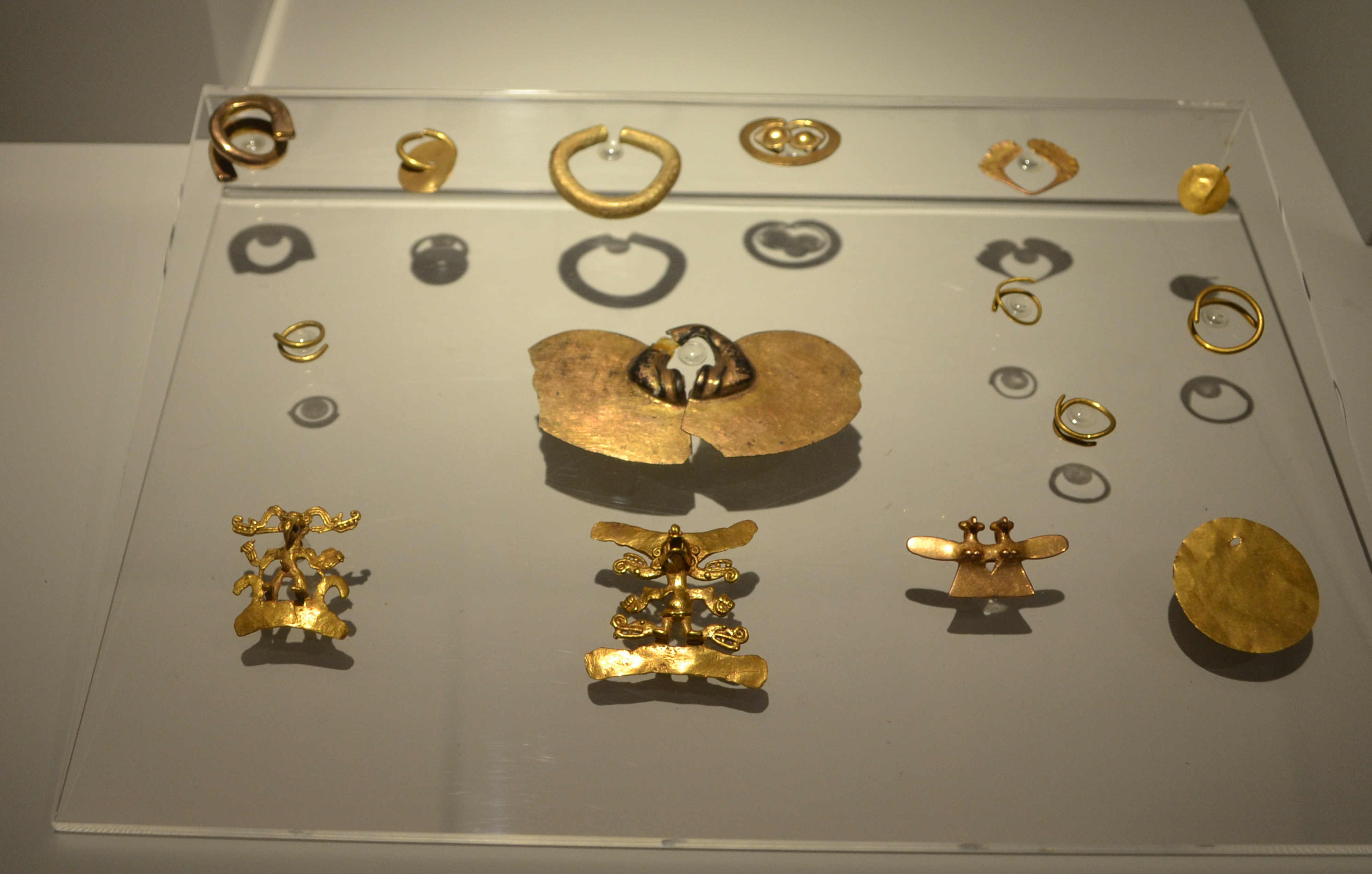
Narigueres d'or de la cultura Calima
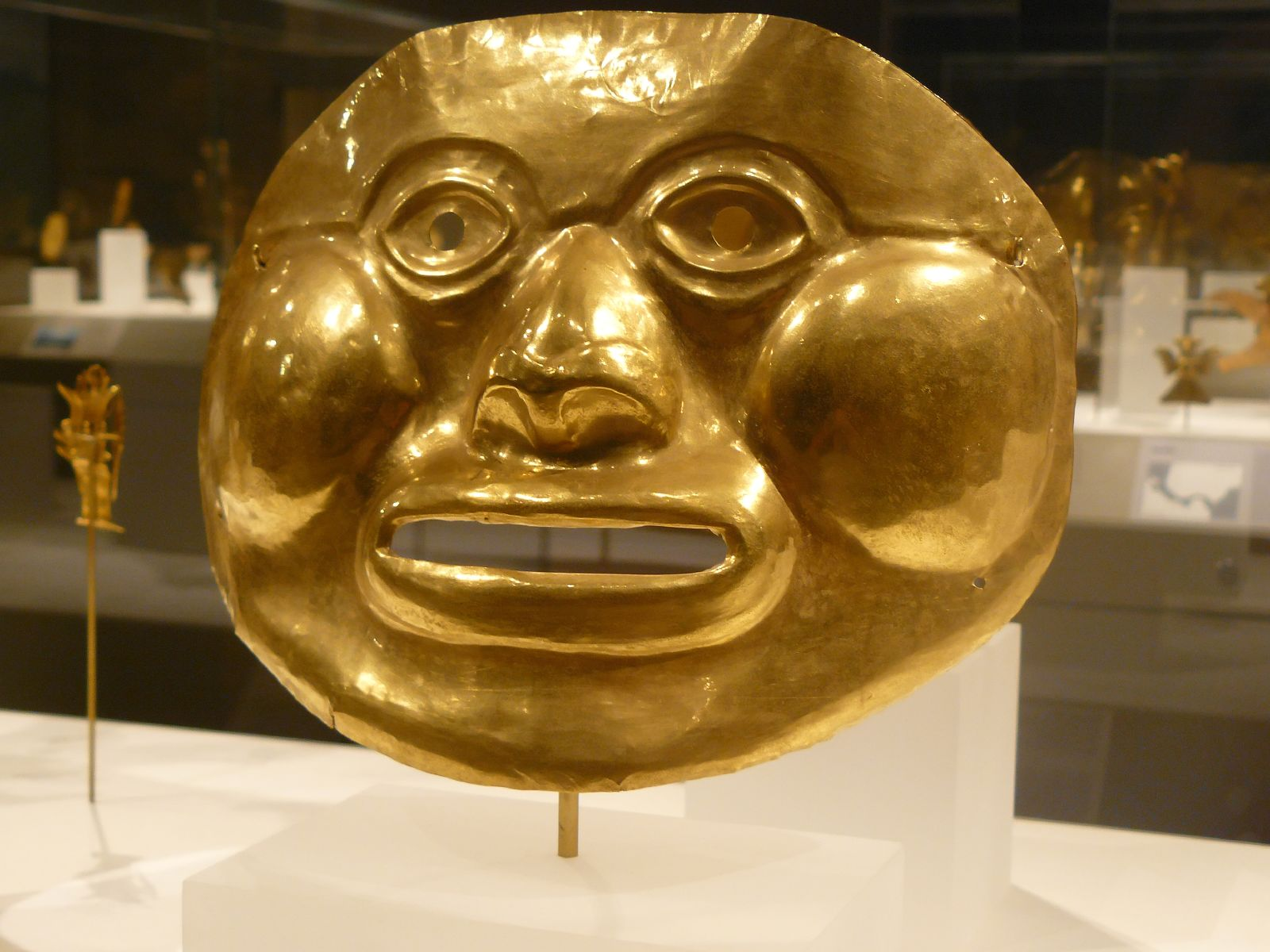
Màscara funerària Ilama Calima
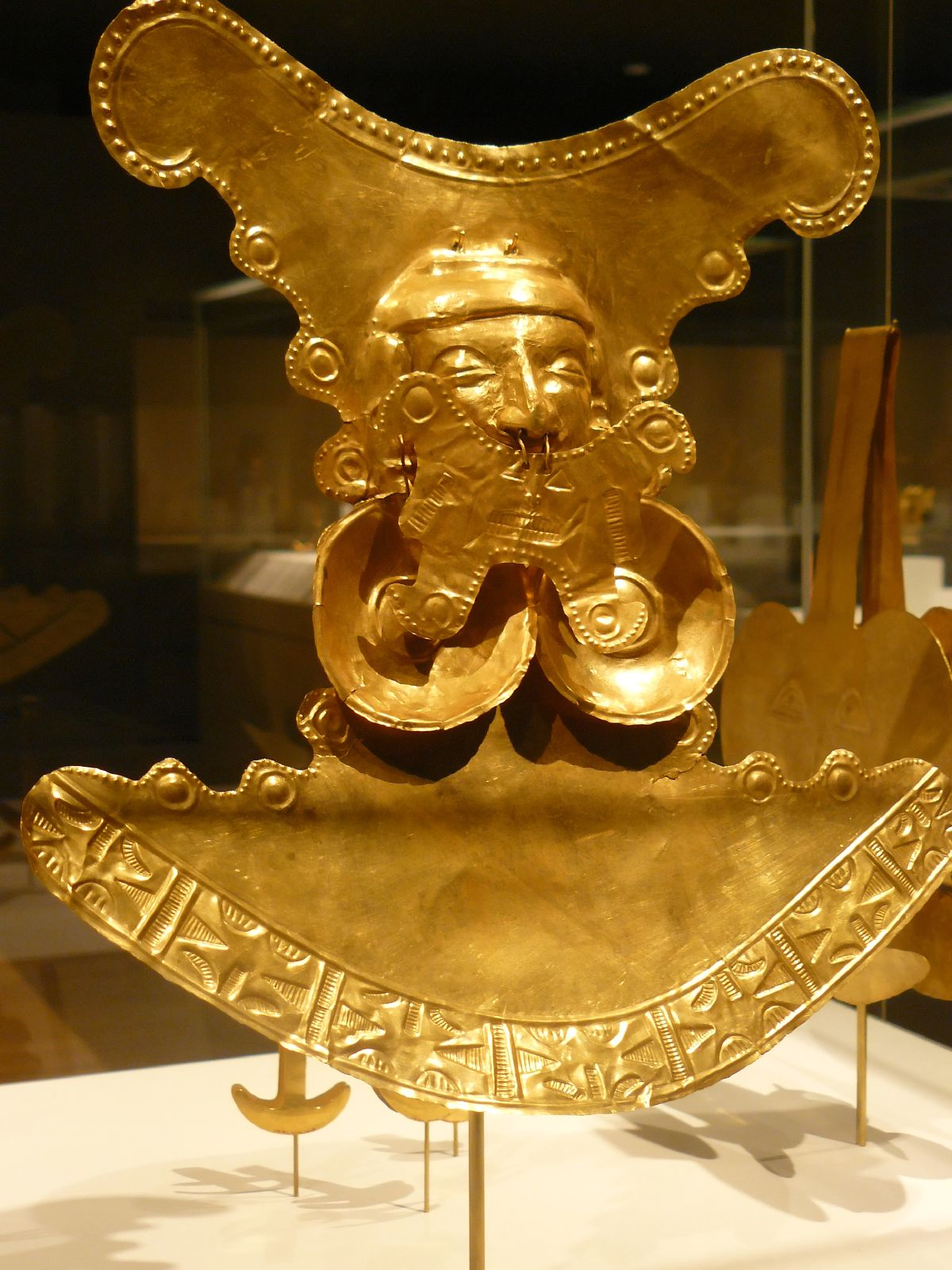
Pectoral Ornamental Yotoco Calima
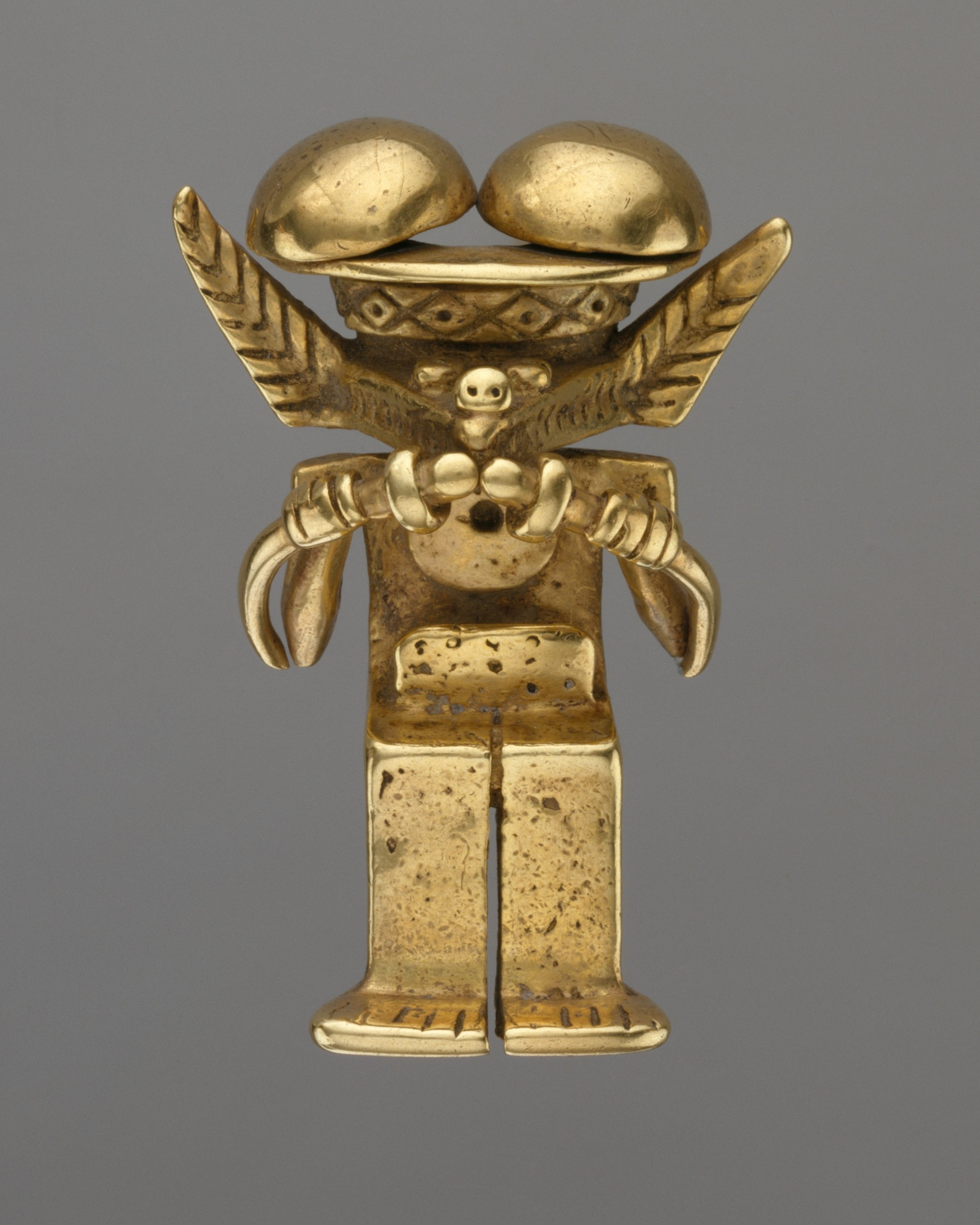
Figura Zoomorfa Calima
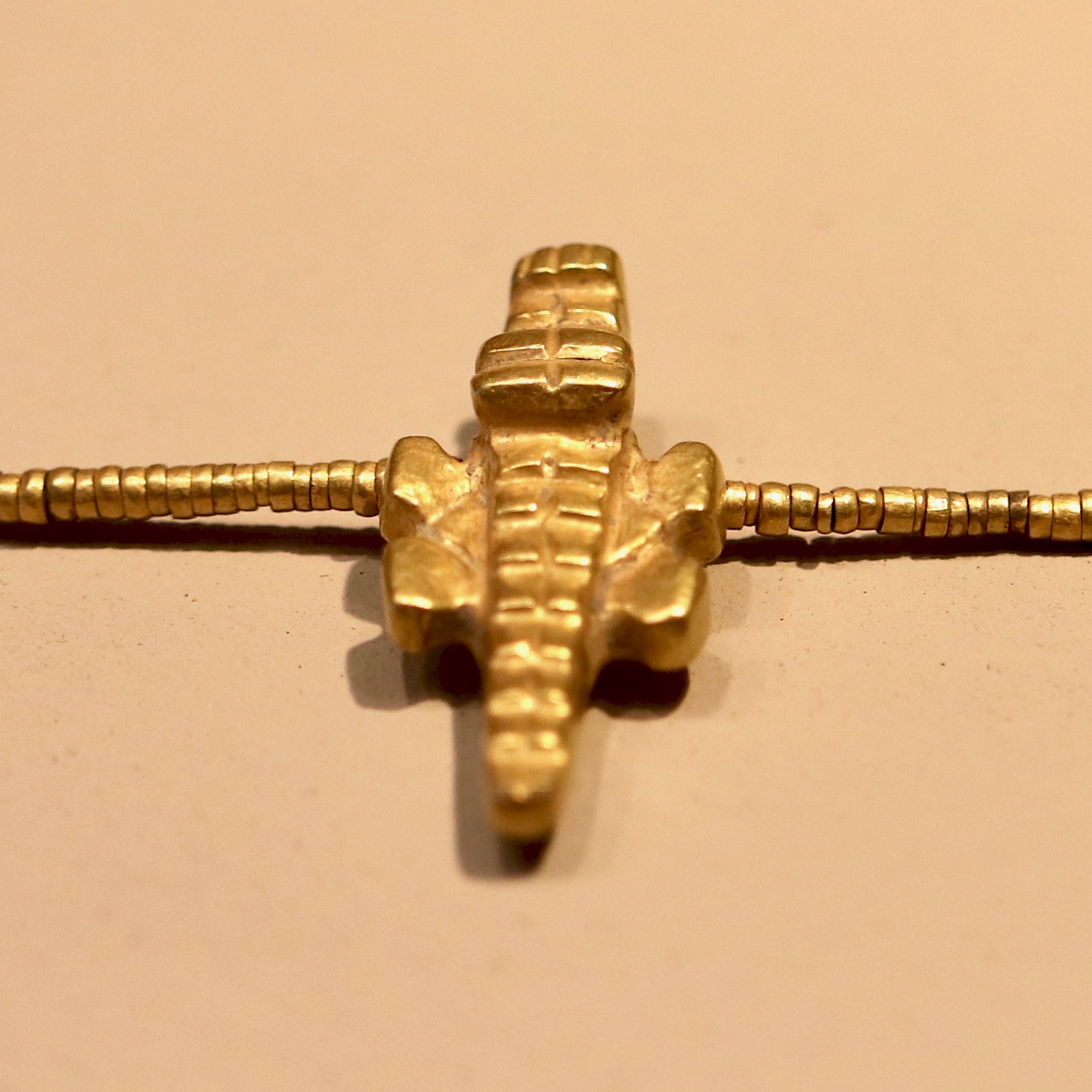
Figura de Llangardaix Calima